# Investituurstrijd

Hoogtepunt van de Investituurstrijd: keizer Hendrik IV vraagt Mathilde van Toscane en abt Hugo van Cluny te bemiddelen, waarna de tocht naar Canossa, een kasteel van Mathilde, de excommunicatie van Hendrik IV beëindigde.

De Investituurstrijd was een machtsstrijd tussen de Rooms-Duitse keizer en de paus van Rome tijdens de 11e en 12e eeuw. Deze is genoemd naar een formaliteit, de investituur, maar de twistvraag ging steeds over de benoeming van hogere geestelijken (rijksbisschoppen) en de abten en abdissen van rijksabdijen (geestelijke instellingen onder voogdij van de keizer).

## Investituur
In de 10e eeuw had de keizer gaandeweg medezeggenschap verworven bij de benoeming van bisschoppen in het Heilige Roomse Rijk. Erg verwonderlijk was dit niet, want vaak werden er door de keizer landsheerlijke, politieke en zelfs militaire opdrachten aan de bisschoppen toevertrouwd (in dit verband spreekt men van rijksbisschoppen). Dit leidde ook tot misbruiken, zoals simonie en nicolaïsme. Als reactie daartegen kwam er tijdens de 11e eeuw een hervormingsbeweging op gang om de invloed van leken op de benoeming van geestelijken uit te bannen (belangrijk in dit verband is de hervormingsbeweging uitgaande van de abdijen van Gorze en Cluny).
Hoewel er reeds twistpunten bestonden ten tijde van keizer Hendrik III († 1056), wordt vooral zijn zoon keizer Hendrik IV met de Investituurstrijd verbonden geacht. Een eerste conflict ontstond reeds tijdens diens minderjarigheid. Uit onvrede over de benoeming van paus Alexander II (1061-1073) werd in de koninklijke kringen - bij de voogden van Hendrik IV en de rijksadel - tegenpaus Honorius II (1061-1064; †1072) voorgedragen.

## Hendrik IV en Gregorius VII

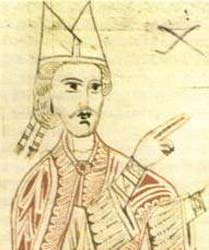
Paus Gregorius VII

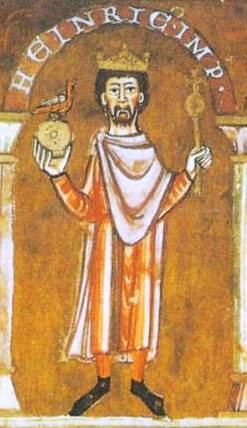
Keizer Hendrik IV

De strijd kwam echt tot uitbarsting in 1075 tussen keizer Hendrik IV en paus Gregorius VII. Enerzijds bemoeide de paus zich met de Saksische oorlogen, waardoor het koninklijk gezag werd ondermijnd, anderzijds was de benoeming van een bisschop van Milaan door Hendrik IV de druppel die de emmer deed overlopen.

### Tocht naar Canossa
De koning organiseerde een samenkomst van bisschoppen, waarbij paus Gregorius VII werd afgezet. In antwoord daarop excommuniceerde Gregorius de koning, evenals zijn medestanders. Dit bracht Hendrik in een moeilijke positie, omdat een aantal Duitse bisschoppen zich tegen hem keerde en sommige vorsten hetzelfde dreigden te doen. Hierop ondernam Hendrik een boetetocht naar Canossa (1077), waar de paus op dat ogenblik verbleef bij Mathilde van Toscane. Hendrik toonde zich bereid om zich aan de paus te onderwerpen, maar deze wilde Hendrik aanvankelijk niet ontvangen. Pas nadat de paus hem drie dagen had laten wachten werd de koning uiteindelijk ontvangen. Enkele jaren later laaide de strijd opnieuw op, waarbij de pausen Duitse tegenkoningen benoemden (achtereenvolgens Rudolf van Zwaben †1080; Herman van Salm †1088; Koenraad, zoon van Hendrik IV). Hendrik IV wees van zijn kant een tegenpaus aan, namelijk tegenpaus Clemens III (1080-1100), die hem in 1084 tot keizer zou kronen.

## Concordaat van Worms
De Investituurstrijd was hiermee verre van afgelopen. Er werden nieuwe afspraken vastgelegd met het Concordaat van Worms in 1122. De kerkelijke en wereldlijke taken van bisschoppen werden beter gescheiden. De keizer verloor zijn ultiem beslissingsrecht over de bisschopsbenoemingen, maar behield het recht om bij de verkiezing aanwezig te zijn. Het toekennen van een wereldlijke machtspositie aan een nieuwgekozen bisschop bleef het privilege van de keizer. Dit betekende een duidelijke aantasting van het gezag van de Duitse keizer: hij kon nog slechts indirect zijn invloed laten gelden.
Een opwelling van de Investituurstrijd deed zich nog voor onder keizer Frederik I Barbarossa in de wedijver om de heerschappij in Italië.
De geestelijke positie van de bisschoppen werd uiteindelijk onafhankelijk van de keizer, maar de wereldlijke (territoriale en feodaal-rechterlijke) relatie bleef in principe onaangetast. In Frankrijk (1106) en Engeland (1107) had de koning al eerder zijn recht van investituur opgegeven.